# Gare de Banyuls-sur-Mer
Gare de Banyuls-sur-Mer vasútállomás Franciaországban, Banyuls-sur-Mer településen.

## Vasútvonalak
Az állomást az alábbi vasútvonalak érintik:
- Narbonne–Portbou-vasútvonal

## Kapcsolódó állomások
A vasútállomáshoz az alábbi állomások vannak a legközelebb:
- Gare de Port-Vendres-Ville
- Cerbère vasútállomás